# یواس‌اس فیرلس (ای‌مک-۸۰)
یواس فیرلس (ای‌مک-۸۰) (به انگلیسی: USS Fearless (AMc-80)) یک کشتی بود که طول آن ۹۸ فوت ۵ اینچ (۳۰٫۰۰ متر) بود. این کشتی  در سال ۱۹۴۱ ساخته شد.